# Robert Pražák
Robert Pražák (ur. 2 grudnia 1892 w Pilźnie, zm. 16 maja 1966 tamże) – czechosłowacki gimnastyk, uczestnik igrzysk w Antwerpii, medalista olimpijski z Paryża.